# Fissidens tapes
Fissidens tapes là một loài Rêu trong họ Fissidentaceae. Loài này được Paris & Broth. mô tả khoa học đầu tiên năm 1901.